# Hemsleya panacis-scandens
Hemsleya panacis-scandens är en gurkväxtart som beskrevs av Cheng Yih Wu och C.L. Chen. Hemsleya panacis-scandens ingår i släktet Hemsleya och familjen gurkväxter. Utöver nominatformen finns också underarten H. p. pingbianensis.